# 판악류
판악류(板顎類, Elasmognatha)는 공기 호흡하는 육상 달팽이와 민달팽이 분류군의 하나로, 육상 유폐류 복족류 연체동물이다.
이 분류군 내의 상당수 종은 멸종 위험에 처해 있다.

## 분류
2005년 부쉐와 로크루아의 복족류 분류는 판악류를 대형 분류군인 병안류에 속하는 분류군의 하나로 취급했다.
2005년 부쉐와 로크루아의 복족류 분류는 다음과 같이 2개의 상과 및 과로 분류한다.
- 뾰쪽쨈물우렁상과 (Succineoidea)
  - 뾰쪽쨈물우렁과 (Succineidae)
- 아토라코포루스상과 (Athoracophoroidea)
  - 아토라코포루스과 (Athoracophoridae)